# Тържество на православието
Тържество на православието (на гръцки: Θρίαμβος της Ορθοδοξίας) е християнски празник в Православната църква през първата неделя на Великите пости за Възкресение Христово.
През 843 г. императрица Теодора II и Теоктист, регент на двегодишния византийски император Михаил III, заменят дотогавашния патриарх на Константинопол Йоан VII Граматик с Методий I и свикват Константинополски поместен събор. Седмица по-късно на него са одобрени отново отречените по-рано (през 815 г., когато на свикан от император Лъв V Арменец е препотвърдена доктрината на събора от 754 г.) решенията на Седмия вселенски събор (проведен през 787 г.) и отлъчва преди властващата религиозна група на иконоборците от Църквата.. Тази победа на православието над иконоборството, станала на 19 февруари или на 11 март 843 г. е наречена "тържество на православието" и се чества на празника Неделя на православието (първата от Великия пост), въведен непосредствено след събитието.